# Judy Dickinson
Judy Dickinson (nascida em 4 de março de 1950) é uma jogadora norte-americana de golfe profissional que atualmente joga nos torneios do circuito LPGA. Competiu sob o nome de Judy Clark, de 1978 até o seu casamento com o jogador de golfe do PGA Tour, Gardner Dickinson, no final de 1985.
Dickinson venceu quatro vezes no LPGA Tour entre 1985 e 1992 e atuou como presidente do LPGA entre 1990 e 1992.

## Vitórias profissionais (5)

### Vitórias no LPGA Tour (4)
| N.º | Data                   | Torneio                 | Pontuação vencedora   | Margem de vitória | Vice-campeã(s)           |
| --- | ---------------------- | ----------------------- | --------------------- | ----------------- | ------------------------ |
| 1   | 21 de julho de 1985    | Boston Five Classic     | –8 (75-66-68-71=280)  | 3 tacadas         | Donna Caponi Jane Geddes |
| 2   | 22 de junho de 1986    | Rochester International | –7 (74-69-68-70=281)  | 1 tacada          | Pat Bradley              |
| 3   | 14 de setembro de 1986 | Safeco Classic          | –14 (71-73-63-67=274) | 4 tacadas         | Hollis Stacy             |
| 4   | 8 de março de 1992     | Inamori Classic         | –11 (69-69-69-70=277) | 2 tacadas         | Meg Mallon               |

Recorde de playoff no LPGA Tour (0–1)
| N.º | Ano  | Torneio             | Adversárias                | Resultado                                                                           |
| --- | ---- | ------------------- | -------------------------- | ----------------------------------------------------------------------------------- |
| 1   | 1992 | Sun-Times Challenge | Beth Daniel Dottie Mochrie | Mochrie vence com par no sexto buraco extra Beth eliminada com par no quarto buraco |

### Vitórias no LPGA Tour da Coreia (1)
- 1992 – Lady Seoul Open